# Rumex crispus
Oseille crépue, Patience crépue, Rumex crépu
Espèce
Classification phylogénétique
Rumex crispus, l'Oseille crépue, Patience crépue ou Rumex crépu,  est une plante à fleurs, de la grande famille des Polygonaceae, native de l’hémisphère nord (Europe et Asie de l'Ouest).

## Dénominations
- Nom scientifique : Rumex crispus L., 1753[1]
- Noms vulgaires (vulgarisation scientifique), recommandés ou typiques : l'Oseille crépue[2], la Patience crépue[2] ou le Rumex crépu[2]
- Noms vernaculaires (langage courant), pouvant désigner éventuellement d'autres espèces (notamment Rumex crispus) : localement, cette plante est aussi appelée de la « reguette »[2], mais aussi - de même que Rumex obtusifolius - de la « doche », « grande doche » ou « dogue » en Normandie (de l'anglais dock, issu de dok, « courte queue »[3]) ou encore « lapé » en Savoie[4],[5].
- Noms vernaculaires (langues de France) : parelle, teal/teol, kaol-moc'h en breton[6], paradela, paladela, pradela, vina-grela, rosergue, roserguas, roergue, roergas, cao-morin en occitan[7]

## Description

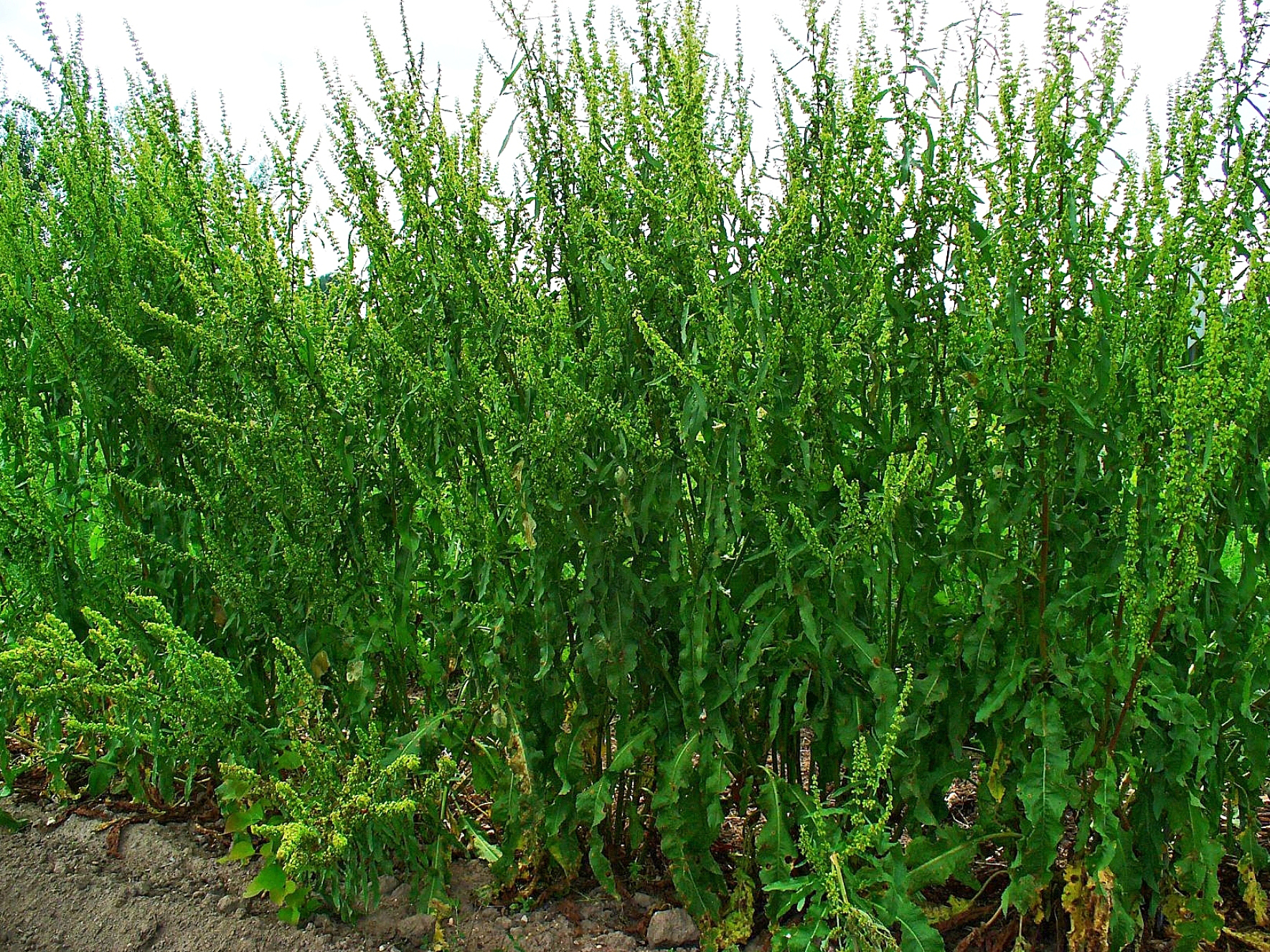
Sur un sol qui lui convient bien, ce rumex peut atteindre plus d'1.50 m de hauteur

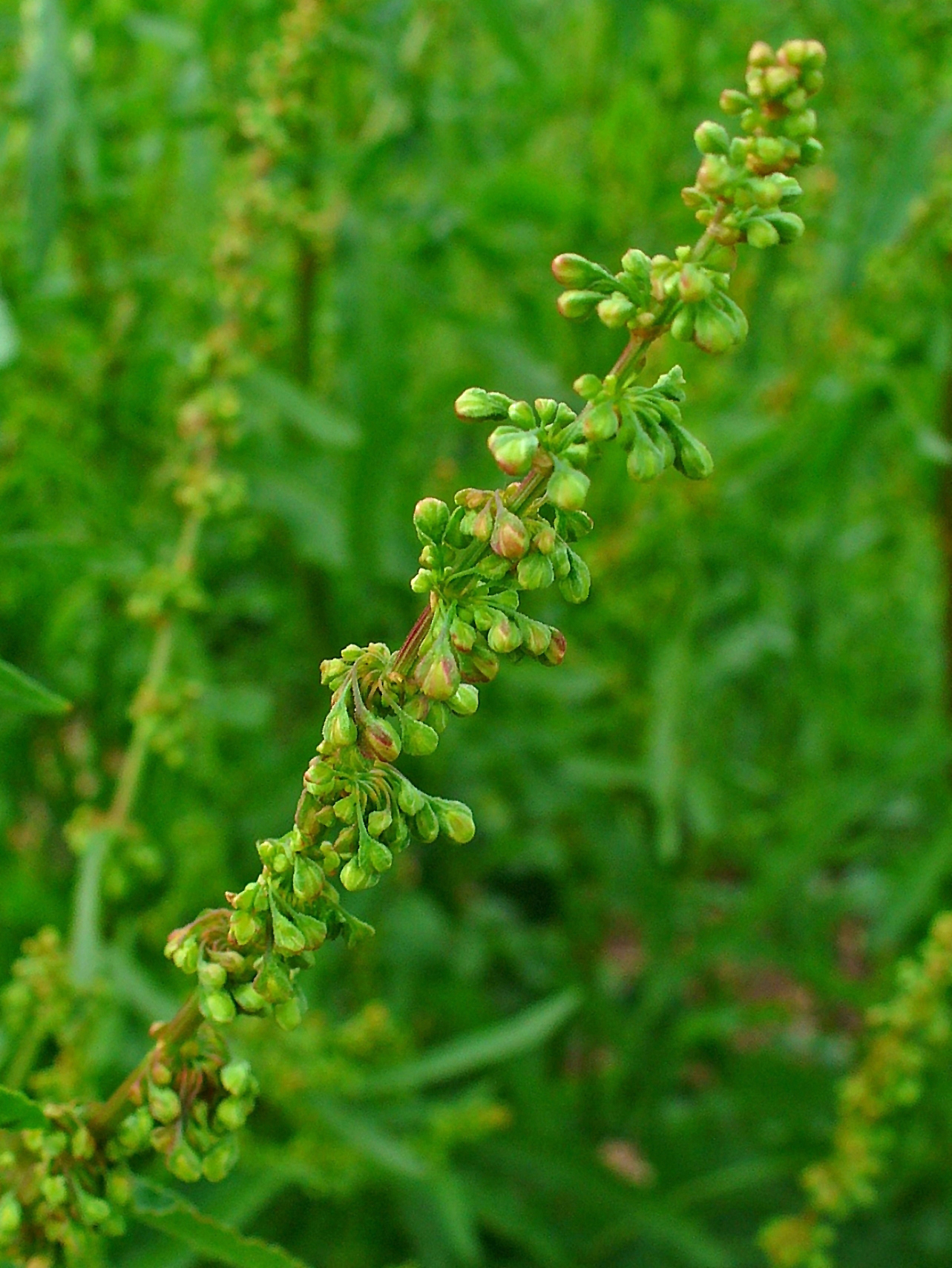
Fleurs

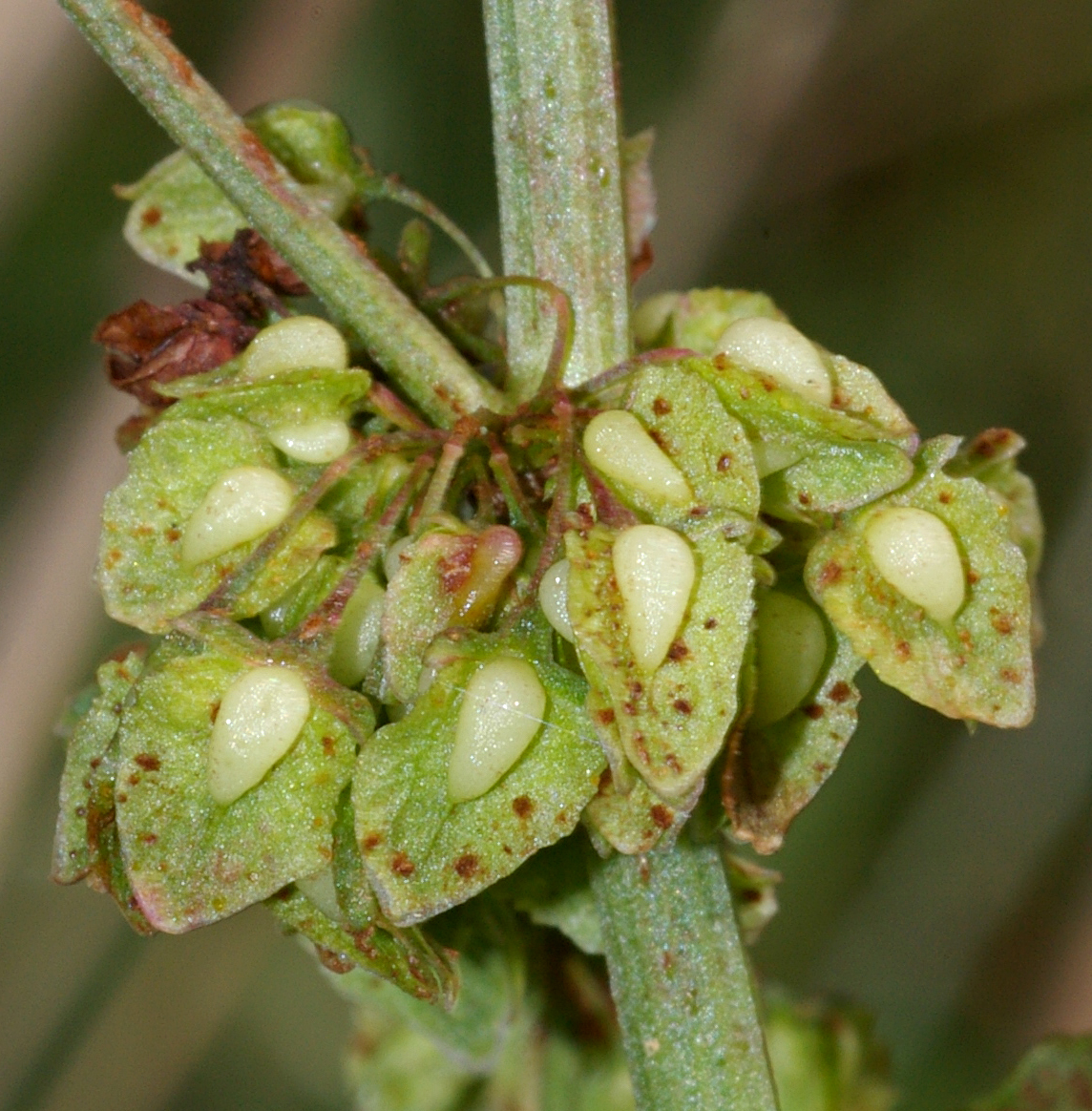
Gros granules charnus bien visibles sur les valves fructifères au premier plan. On aperçoit les deux autres granules de taille plus réduite en arrière-plan.

Cette plante haute de 50 cm à plus d’un mètre présente une tige robuste, dressée à terminaison rameuse et rameaux courts portant des verticilles à nombreuses fleurs alignées et rapprochés ; les pédicelles sont articulés vers le quart inférieur ; les valves fructifères sont ovoïdes ou en cœur, entières ou denticulées à la base, à granules inégaux.

Le bord des feuilles est ondulé et crispé (d’où son nom latin) ; les feuilles inférieures sont oblongues à lancéolées aiguës, atténuées ou tronquées à la base.
Sa racine à pivot, jaune safrané, est charnue.
À maturité, la plante prend une couleur rougeâtre à brunâtre et produit un grand nombre de graines enchâssées dans une enveloppe (reste de la fleur) leur permettant de flotter sur l’eau et de s’accrocher aux poils de certains animaux.
Au Royaume-Uni, l'oseille crépue fait partie de la liste des mauvaises herbes (injurious weed) de la loi Weeds Act 1959

## Répartition, habitat
Ce rumex originellement eurasiatique a été introduit par l’homme lors de ses voyages[réf. nécessaire] et est maintenant présent dans les régions tempérées de presque tout le globe. Il s’épanouit sur les sols riches, humides et lourds où il présente parfois un comportement de plante envahissante (en Amérique du Nord, dans le Sud de l’Amérique du Sud, en Nouvelle-Zélande et dans certaines parties de l’Australie). C’est une espèce très commune en Europe. En France, il est commun dans tout le pays, et présent en Corse. 
En zone tempérée, ce rumex colonise volontiers les friches agricoles ou urbaines, bords de routes ou de voies ferrées et certaines prairies (refus de pâturage) ainsi que tous les sites perturbés par l’homme.

## Usages et toxicité
Dans les prés voués à la pâture ou à la fauche, le rumex fait l'objet de pratiques agricoles ne le favorisant pas en raison de sa toxicité pour le bétail.
La jeune feuille de ce rumex peut être utilisée comme légume sauvage mais avec parcimonie ou cuite avec plusieurs changements de l'eau pour en ôter tant que possible l’acide oxalique qu’elle contient. Quelques feuilles peuvent être ajoutées aux salades en quantité modérée. Les feuilles plus âgées deviennent rapidement trop amères pour être consommées.
Les feuilles sont riches en protéines et vitamines A, ainsi qu’en fer et potassium mais avec un taux élevé d'acide oxalique[réf. nécessaire] qui fait que – bien qu’agréable au goût – cette plante doit être consommée avec modération car elle peut irriter les voies urinaires et accroître le risque de développer des calculs rénaux.
Les racines charnues d'un jaune safrané (d'où le nom anglais de yellow-dock, « patience jaune ») ont aussi été utilisées en médecine pour leurs propriétés astringentes, toniques, anti-anémique (due à leur richesse en fer) et laxatives. La plante est considérée comme un nettoyant très efficace du sang et est utilisée par les herboristes pour aider le corps à éliminer les métaux lourds et pour traiter d'autres troubles hépatiques,.
A noter que cette plante se trouvant très souvent près des orties, il est alors possible d’en prendre deux feuilles, de les froisser et d’en passer le jus sur les piqûres d’orties : le soulagement des brûlures est quasi immédiat.

## Prédateurs
Le papillon de nuit (hétérocère) suivant se nourrit de parelle :
- Clair-obscur (Noctuidae).

## Conditions de levée de dormance
À l'instar de Rumex obtusifolius la présence de ce rumex indique des hydromorphismes par tassement ou engorgements en eau, ainsi qu'une saturation du sol en matière organique animale ; amenant à la destructuration des argiles et la production de nitrites, fer ferriques, et aluminiums.
Cette espèce a tendance à pousser sur les sols basiques.